# Wim Kieft
Willem Cornelis Nicolaas "Wim" Kieft (født 12. december 1962 i Amsterdam, Holland) er en tidligere hollandsk fodboldspiller, der spillede som angriber hos flere europæiske klubber, samt for Hollands landshold. Af hans klubber kan blandt andet nævnes Ajax Amsterdam og PSV Eindhoven i hjemlandet, samt franske Girondins Bordeaux.
Kieft blev to gange topscorer i Æresdivisionen og vandt i 1982 desuden UEFA's gyldne støvle som Europas mest scorende spiller. 

## Landshold
Kieft spillede i årene mellem 1981 og 1993 43 kampe for Hollands landshold, hvori han scorede elleve mål. Han repræsenterede sit land ved EM i 1988, hvor holdet vandt mesterskabet, samt ved VM i 1990 og EM i 1992.